# Influensavirus typ A

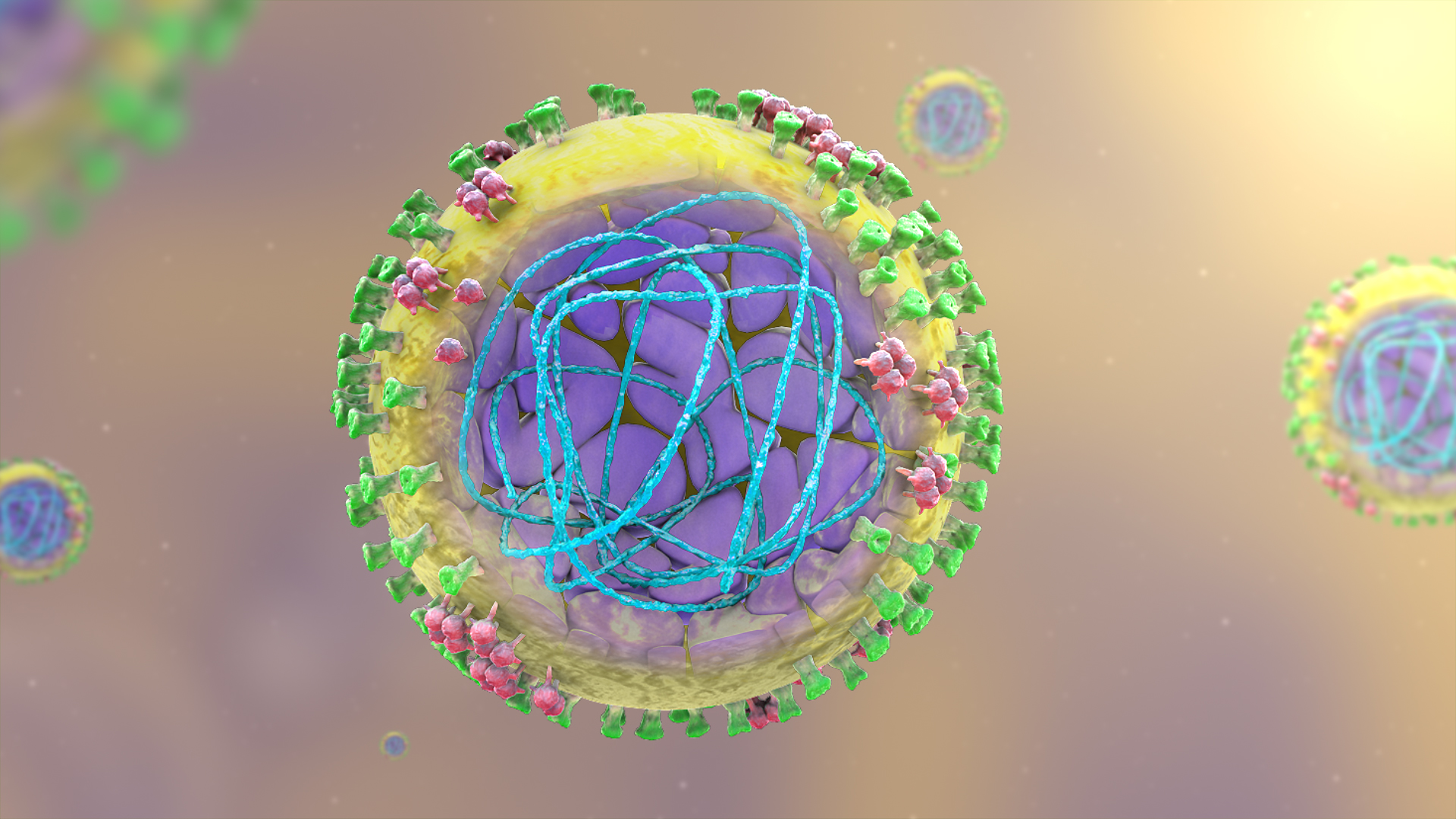
3d-modell av subtypen H1N1.

Influensavirus typ A är ett släkte inom virusfamiljen Orthomyxoviridae. Influensavirus typ A omfattar endast en art: Influensa typ A-virus vilken leder till influensa hos fåglar och hos vissa däggdjur. Influensavirus av typ A delas i sin tur in i olika subtyper beroende på två olika protein: hemagglutinin (H) och neuraminidas. Sorter av alla subtyper av influensavirus typ A har isolerats från vilda fåglar, även om sjukdom är ovanligt. Vissa typer av influensavirus typ A leder till svår sjukdom både hos tamfåglar samt, i sällsynta fall, hos människor. Emellanåt smittar virus från vilda fåglar till tamfåglar och detta kan leda till ett utbrott, eller ge upphov till influensapandemier bland människor. 
Ett större utbrott av A(H1N1) skedde 1918, och fick namnet spanska sjukan, och under 2009 kom svininfluensan.